# Jos Lammertink
Jos Lammertink   (Wierden, 28 de març de 1958 - Almelo, 24 de novembre de 2024) va ser un ciclista neerlandès, que fou professional entre 1980 i 1989. En el seu palmarès destaca el Campionat nacional en ruta de 1986 i dues etapes a la Volta a Espanya, el 1980 i 1981. És cosí del també ciclista Hennie Stamsnijder.

## Palmarès en ruta
- 1978
  -  Campió dels Països Baixos amateur en ruta
  - Vencedor d'una etapa a l'Olympia's Tour
  - Vencedor d'una etapa a l'Étoile des Espoirs
- 1979
  - 1r a l'Olympia's Tour i vencedor de 2 etapes
  - 1r a la Ronda van Midden-Nederland
  - Vencedor d'una etapa a la Volta a Eslovàquia
- 1980
  - 1r al Gran Premi de Saint-Raphaël
  - Vencedor d'una etapa a la Volta a Espanya
- 1981
  - Vencedor d'una etapa a la Volta a Espanya
  - Vencedor de 2 etapes a la Volta a Andalusia
- 1982
  - Vencedor d'una etapa a la Volta a Suècia
- 1983
  - 1r al Critèrium d'Ede
- 1984
  - 1r a la Kuurne-Brussel·les-Kuurne
- 1986
  -  Campió dels Països Baixos en ruta
  - Vencedor d'una etapa a la Volta a la Comunitat Valenciana
- 1987
  - 1r a l'Elfstedenronde
- 1988
  - Vencedor d'una etapa al Tour del Mediterrani

### Resultats a la Volta a Espanya
- 1980. 60è de la classificació general. Vencedor d'una etapa
- 1981. Abandona. Vencedor d'una etapa
- 1986. Abandona (20a etapa)

### Resultats al Tour de França
- 1986. Abandona (4a etapa)

### Resultats al Giro d'Itàlia
- 1987. 127è de la classificació general

## Palmarès en pista
- 1978
  -  Campió dels Països Baixos amateur en persecució